# Domecy-sur-Cure
Domecy-sur-Cure település Franciaországban, Yonne megyében. Lakosainak száma 406 fő (2022. január 1.). Domecy-sur-Cure Menades, Bazoches, Saint-André-en-Morvan, Saint-Aubin-des-Chaumes, Fontenay-près-Vézelay és Pierre-Perthuis községekkel határos.

## Népesség
A település népességének változása:
| Lakosok száma | 414  | 399  | 403  | 388  | 383  | 379  | 388  | 397  | 406  |
|               | 2013 | 2015 | 2016 | 2017 | 2018 | 2019 | 2020 | 2021 | 2022 |